# Bo Algers
Bo Fredrik Algers, född 5 januari 1950 i Stockholm, är en svensk veterinärmedicinsk forskare som är professor i husdjurshygien vid Sveriges lantbruksuniversitet (SLU), närmare bestämt vid Institutionen för husdjurens miljö och hälsa i Skara.
Bo Algers är son till ingenjör Börge Algers och sonson till agronom Knut Algers. Han gifte sig 1976 med Anita Frick och 1990 med Anne Rasmussen.
Algers tog veterinärexamen 1974 och doktorerade i veterinärmedicin 1989. Han var 1975-1977 forskningsassistent vid Veterinärhögskolan och (sedan Veterinärhögskolan inlemmats i SLU) 1977-1994 försöksledare vid SLU. Han blev 1990 docent och 1994 professor i husdjurshygien. Han var 1993-2002 prefekt för institutionen för husdjurens miljö och hälsa (HMH) inom SLU.
Algers blev 1982 ordförande i Sveriges yngre veterinärers förening. Han är sedan 1985 medlem av International Society for Veterinary Epidemiology and Economics (ISVEE). Han var 1989-1991 ordförande för International Society for Applied Ethology och medlem av flera andra internationella sammanslutningar. Han var mellan 1996 och 2007 medlem av Djurskyddsmyndighetens (tidigare Jordbruksverkets) djurskyddsråd. Under perioden 2004 till 2009 var han expert i European Food Safety Authority inom området Animal health and Animal Welfare.